# Bolboschoenus robustus
Bolboschoenus robustus là một loài thực vật có hoa trong họ Cói. Loài này được (Pursh) Soják mô tả khoa học đầu tiên năm 1972.